# Allen Sheppard, Baron Sheppard of Didgemere
Allen John George Sheppard, Baron Sheppard of Didgemere Kt KCVO FRSA (* 25. Dezember 1932; † 25. März 2015) war ein britischer Wirtschaftsmanager und Politiker der Conservative Party, der seit 1994 als Life Peer Mitglied des House of Lords war.

## Leben

### Berufliche Laufbahn
Nach dem Schulbesuch und einem Studium war Sheppard zwischen 1958 und 1968 bei Ford in Großbritannien sowie Ford of Europe tätig, ehe er 1968 als Direktor zur Rootes-Gruppe wechselte. Im Anschluss wurde er 1971 Direktor der British Leyland Motor Corporation. 1975 wechselte er als Manager zum Mischkonzern Grand Metropolitan plc und wurde zunächst Chief Executive Officer (CEO) von dessen Tochtergesellschaft Watney Mann & Truman Brewers sowie danach Geschäftsführender Direktor der Unternehmensgruppe, ehe er zwischen 1986 und 1993 CEO sowie zugleich von 1987 bis 1996 Vorstandsvorsitzender von Grand Metropolitan plc war.
Während dieser Zeit war er zwischen 1981 und 1983 zunächst Mitglied sowie von 1983 bis 1985 Vorsitzender des Aufsichtsrates von UBM plc und danach zwischen 1985 und 1987 Mitglied des Aufsichtsrates der Mallinson-Denny Group Ltd. Daneben war er von 1985 bis 1990 zeitweise Mitglied des British Railways Board. Seit 1987 ist Sheppard, der 1990 Knight Bachelor wurde und fortan den Namenszusatz „Sir“ führte, Vizepräsident der British Beer and Pub Association, die rund 96 Prozent der Brauereien und mehr als die Hälfte der Pubs vertritt, sowie seit 1992 Vorsitzender von London First. Des Weiteren war er von 1990 bis 1995 Vizepräsident des Internationalen Forums der Wirtschaftsführer sowie zwischen 1990 und 1994 auch Vorsitzender des Prince’s Youth Business Trust und von 1991 bis 1994 Vorsitzender des Beratungsgremiums der Britisch-Amerikanischen Handelskammer.

### Oberhausmitglied und Funktionen in der Privatwirtschaft
Durch ein Letters Patent vom 6. September 1994 wurde Sheppard, der zwischen 1993 und 1998 Mitglied des Geschäftsführenden Vorstandes der Conservative Party war, als Life Peer mit dem Titel Baron Sheppard of Didgemere, of Roydon in the County of Essex, in den Adelsstand erhoben. Kurz darauf erfolgte seine Einführung (Introduction) als Mitglied des House of Lords.
Auch in der Folgezeit übernahm Lord Sheppard, der 1998 Knight Commander des Royal Victorian Order wurde, zahlreiche Aufgaben in der Privatwirtschaft und war unter anderem Direktor von London Waste Action Ltd (1997 bis 1998), Vorsitzender des Aufsichtsrates von McBride plc (1995 bis 2007), der BrightReasons Group plc (1995 bis 1996), der Unipart Group (seit 1996) sowie von GB Railways (1996 bis 2004). Des Weiteren war er zwischen 1992 und 1994 stellvertretender Vorsitzender des Aufsichtsrates von Meyer International plc, nachdem er dem Aufsichtsrat bereits seit 1989 als Mitglied angehörte. Ferner war er Mitglied der Aufsichtsräte von Rexam plc (1994 bis 1995), von High Point Rendel (1997 bis 2003), von Gladstone plc (1999 bis 2001), von Nyne Ltd (1999 bis 2007), von OneClick HR plc (1999 bis 2010) sowie von Transware plc (2001 bis 2003). Seit 2004 war er zudem Vorsitzender von Namibian Resources plc.
Im Januar 2015 wurde ihm vom House of Lords ein sogenannter Leave of Absence (Beurlaubung) gewährt. Sheppard starb am 25. März 2015.

### Akademische Ehrungen und Auszeichnungen
Lord Sheppard, der seit 1993 Ehren-Fellow der London Business School (LBS) sowie seit 2001 der London School of Economics and Political Science (LSE) ist, wurde 1993 die Goldmedaille des Institute of Management verliehen und 1994 in die International Hall of Fame der Marketing Society aufgenommen.
Ferner erhielt er Ehrendoktorwürden der International Management Centres Association (1989), der Brunel University (1994), der London South Bank University (1994), der University of East London (1997), der University of Westminster (1998) und der Middlesex University (1999).
Lord Sheppard, der Fellow der Royal Society of Arts war, war seit 2000 Kanzler der Middlesex University.

## Veröffentlichungen
- Your Business Matters (1958)
- Maximum Leadership (1995)